# MIPS
MIPS čili Million Instructions Per Second (česky milion instrukcí za sekundu) je jednotka výkonnosti počítačů, která udává počet zpracovaných celočíselných[zdroj?] instrukcí za sekundu. Alternativním označením je MOPS čili Million Operations Per Second (česky milion operací za sekundu). Měří se například programem Dhrystone, výsledek je vyjádřen v MIPS.